# Triphenylsilanol
Triphenylsilanol, Ph3Si(OH), ist eine chemische Verbindung und gehört zu den Silanolen.

## Gewinnung und Darstellung
Triphenylsilanol kann durch Hydrolyse aus Triphenylchlorsilan in Gegenwart von Ammoniak dargestellt werden.
{\displaystyle {\ce {Cl-S(C6H5)3 + H2O -> OH-Si(C6H5)3 + HCl}}}
Durch die Einwirkung von Phenyllithium auf Silikagel entsteht neben Tetraphenylsilan und Diphenylsilandiol auch Triphenylsilanol.

## Eigenschaften
Triphenylsilanol ist leicht löslich in Diethylether, Ethanol, Chloroform und Benzol. Es kristallisiert in der triklinen Raumgruppe P1 (Raumgruppen-Nr. 2) mit a = 1513, b = 1972, c = 2310 pm, α = 108,34°, β = 103,30°, γ = 101,26°, V = 6,097 nm3 und Z = 16. Die Kristallstruktur besteht aus acht nahezu tetraedrischen Ph3Si(OH)-Molekülen, die über -OH … O-Wasserstoffbrücken zu zwei tetrameren Baueinheiten verknüpft werden. Innerhalb dieser Baueinheiten sind die vier Siliciumatome in Form eines flachen Tetraeders angeordnet.

## Verwendung
Triphenylsilanol kann in der Produktion von Siliconpolymeren eingesetzt werden (z. B. als endständige Gruppe in Polysiloxanketten).